# Harold Wallace
Harold Amed Wallace McDonald (Heredia, 7 de septiembre de 1975) es un exjugador y entrenador costarricense.

## Trayectoria
Inició en las ligas menores del Deportivo Saprissa y donde debutó en el empate a cero goles con el Municipal Pérez Zeledón en 1993. Pero joven fue transferido a México donde jugó en equipos como San Luis y Zacapetec. A su regreso en Costa Rica, fue fichado por la Liga Deportiva Alajuelense.

## Selección nacional
Debutó el 4 de agosto de 1996. En esa ocasión la Sele empató a un gol ante Honduras. Hizo su única anotación con la selección, el 13 de febrero del 2000 ante Canadá.

#### Participaciones en Copas del Mundo
| Mundial           | Sede                | Resultado      |
| ----------------- | ------------------- | -------------- |
| Copa Mundial 2002 | Corea del Sur Japón | Fase de grupos |
| Copa Mundial 2006 | Alemania            | Fase de grupos |

## Clubes

### Como jugador
| Club               | País       | Año       |
| ------------------ | ---------- | --------- |
| Deportivo Saprissa | Costa Rica | 1992-1994 |
| Belén F. C.        | Costa Rica | 1994-1995 |
| Club Zacatepec     | México     | 1995      |
| L. D. Alajuelense  | Costa Rica | 1995-2002 |
| San Luis F. C.     | México     | 2002-2003 |
| L. D. Alajuelense  | Costa Rica | 2003-2008 |
| Municipal Liberia  | Costa Rica | 2008-2010 |

### Como entrenador
| Equipo                         | País       | Año       |
| ------------------------------ | ---------- | --------- |
| Selección sub-20 de Costa Rica | Costa Rica | 2014      |
| Selección sub-15 de Costa Rica | Costa Rica | 2019-2021 |

### Como segundo entrenador
| Equipo                         | País       | Año           |
| ------------------------------ | ---------- | ------------- |
| Selección sub-20 de Costa Rica | Costa Rica | 2013-2014     |
| A. D. San Carlos               | Costa Rica | 2019          |
| L. D. Alajuelense              | Costa Rica | 2021          |
| Municipal Pérez Zeledón        | Costa Rica | 2022-2023     |
| A. D. San Carlos               | Costa Rica | 2023-presente |

## Palmarés

### Títulos nacionales
| Título                         | Club               | País       | Año  |
| ------------------------------ | ------------------ | ---------- | ---- |
| Primera División de Costa Rica | Deportivo Saprissa | Costa Rica | 1994 |
| Primera División de Costa Rica | L.D Alajuelense    | Costa Rica | 1996 |
| Primera División de Costa Rica | L.D Alajuelense    | Costa Rica | 1997 |
| Primera División de Costa Rica | L.D Alajuelense    | Costa Rica | 2000 |
| Primera División de Costa Rica | L.D Alajuelense    | Costa Rica | 2001 |
| Primera División de Costa Rica | L.D Alajuelense    | Costa Rica | 2002 |
| Primera División de Costa Rica | L.D Alajuelense    | Costa Rica | 2005 |
| Primera División de Costa Rica | Municipal Liberia  | Costa Rica | 2009 |

### Títulos internacionales
| Título                           | Club                    | País        | Año  |
| -------------------------------- | ----------------------- | ----------- | ---- |
| Liga de Campeones de la Concacaf | Deportivo Saprissa      | Concacaf    | 1993 |
| Copa Centroamericana             | Selección de Costa Rica | Guatemala   | 1997 |
| Copa Centroamericana             | Selección de Costa Rica | Panamá      | 2003 |
| Liga de Campeones de la Concacaf | L. D. Alajuelense       | Concacaf    | 2004 |
| Copa Interclubes de la Uncaf     | L. D. Alajuelense       | Concacaf    | 2005 |
| Copa de Naciones UNCAF           | Selección de Costa Rica | El Salvador | 2007 |